# Ivanjše
Ivanjše este o localitate din comuna Kostanjevica na Krki, Slovenia, cu o populație de 17 locuitori.